# Craig Richey
Craig Richey (Nord Carolina, ...) è un musicista e compositore statunitense.
Sua madre, Elaine Lee Richey, è violinista, e suo padre, David Richey, fu compositore. A diciannove anni riceve uno speciale riconoscimento dalla Federazione Nazionale dei Club di Musica per la sua performance, nella quale eseguì musica da camera.
Si laurea al conservatorio di Saint Louis. Tra i suoi maestri ricordiamo Joseph Kalichstein, Martin Canin, Bela Nagy, e Anne Epperson.
Il suo quartetto d'archi ha vinto il Rita Sosland Award. Per dieci anni ha diretto il programma di musica da camera alla Scuola di Musica della Terza Strada a New York.
È del 2008 la creazione del brano "Ode alla Ford" (in inglese "Ode to a Ford"), colonna sonora della pubblicità della nuova Ford Focus, nella quale un'orchestra suona strumenti musicali costruiti con pezzi del nuovo veicolo.

Lo spot termina con la scritta beautifully arranged, cioè "magnifica esecuzione", alludendo e alla Ford e all'orchestra.

## Produzioni
- Wonderful World (2009)
- The September Issue (2009)
- Gardens of the Night (2008)
- Blue State (2007)
- The King of Kong (2007)
- Gardens of the Night (2007)
- In Memory of Me (2006)
- Friends with Money (2006)
- The Gymnast (2006)
- The Catcher (2005)
- Journey Into Night (2002)
- Dream a Little Dream for Me (2002)
- Lovely & Amazing (2001)
- When It's Over (1998)